# Philippinen-Langzungenflughund

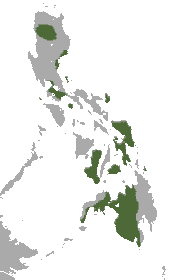
Verbreitungsgebiet des Philippinen-Langzungenflughundes

Der Philippinen-Langzungenflughund (Eonycteris robusta) ist ein auf den Philippinen endemisches Fledertier in der Familie der Flughunde. Die Population zählte bis in die 1990er Jahre als Synonym des Borneo-Langzungenflughundes (Eonycteris major).

## Merkmale
Mit einer Kopf-Rumpf-Länge von 107 bis 127 mm, einer Schwanzlänge von 20 bis 28 mm und einem Gewicht von 56 bis 80 g erreicht die Art etwa dieselbe Größe wie der Kleine Langzungenflughund (Eonycteris spelaea). Es sind 67 bis 82 mm lange Unterarme, Hinterfüße von 23 bis 25 mm Länge und 19 bis 23 mm lange Ohren vorhanden. Typisch sind eine langgezogene Schnauze und eine spitze Zunge. Im Gegensatz zum Kleinen Langzungenflughund fehlen paarige Drüsen am Anus und der Schwanz ist etwas länger. Oberseits ist dunkelgraues bis silbergraues Fell vorhanden, wobei die Haarspitzen um den Nacken oft gelb sind. Bei Männchen kann dieser gelbe Kragen wollig und dick sein. Außerdem sind Männchen allgemein größer. Auf der Unterseite ist helleres Fell vorhanden. Weitere Kennzeichen für den Kopf sind große Augen mit rotbrauner Iris und zugespitzte braune Ohren. Eine Putzkralle am zweiten Finger fehlt. An der Stelle des Schwanzes befindet sich in der Schwanzflughaut eine V-förmige Lücke. Verglichen mit anderen Flughunden, die sich hauptsächlich von Nektar ernähren, sind die Zähne recht scharf.

## Verbreitung
Der Philippinen-Langzungenflughund hat mehrere disjunkte Populationen auf den großen Inseln der Philippinen, mit Ausnahme von Palawan, sowie auf einigen kleineren philippinischen Inseln. Er lebt im Flachland und in Gebirgen bis 1100 Meter Höhe. Die Art wurde hauptsächlich in ursprünglichen Wäldern beobachtet und besucht vermutlich veränderte Wälder und Plantagen.

## Lebensweise
Die Exemplare ruhen in Kalksteinhöhlen sowie in Felsspalten oder unter Felsüberhängen entlang Wasserläufen. Nahe verwandte Flughunde ernähren sich von Nektar und Pollen. Ein Weibchen war mit einem Embryo trächtig.

## Gefährdung
Im Tiefland sind nur noch wenige Wälder vorhanden, die für diesen Flughund geeignet sind. Die Jagd auf Flughunde als Bushmeat ist auf den Philippinen weit verbreitet. Zusätzlich werden die Höhlen zum Abbau von Kalkstein, zum Sammeln von Guano und zur Beobachtung der Wildtiere besucht. Die IUCN schätzt eine Populationsabnahme von 30 bis 35 Prozent in den 18 Jahren vor 2020 und listet die Art als gefährdet (vulnerable).